# شرهى (نبات)
شَرْهَى (الاسم العلمي: Leptospermum)، جنس جنبات وأشجار صغيرة من فصيلة الآسية المعروفة باسم أشجار الشاي، على الرغم من أن هذا الاسم يستخدم أحيانًا أيضًا لبعض أنواع البلقاء. معظم أنواعه مستوطنة في أستراليا، مع وجود أكبر تنوع له في جنوب القارة، لكن بعضها موطن في أجزاء أخرى من العالم، بما في ذلك نيوزيلندا وجنوب شرق آسيا. تحتوي جميع الشرهى على خمس بتلات واضحة وخمس مجموعات من الأسدية التي تتعاقب مع البتلات. يوجد نمط واحد في وسط الزهرة وثمرته كبسولية خشبية.